# Eunicicola
Eunicicola är ett släkte av kräftdjur som beskrevs av Kurz 1877. Eunicicola ingår i familjen Eunicicolidae.
Släktet innehåller bara arten Eunicicola clausi. Eunicicola är enda släktet i familjen Eunicicolidae.